# 빈목 터널

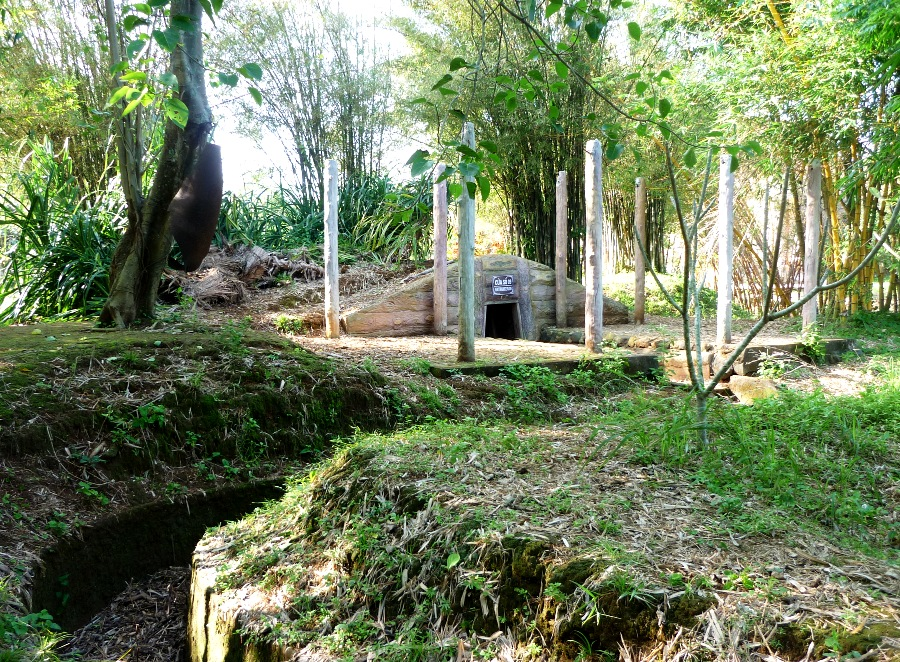
빈목 터널 입구, 폭탄 파편을 이용한 경보

빈목 터널(베트남어: Địa đạo Vịnh Mốc / 地道詠木)은 베트남 꽝찌성 빈린현 압정사 빈목 지역의 석회암 지대에 존재하는 지하도이다. 베트남 전쟁 당시 지역 주민들이 미군의 폭격을 피하기 위해 1965년경부터 1972년경까지 파온 것으로, 내부는 복잡한 구조를 하고 있으며, 여러 층으로 만들어져 있다.
결국 이러한 역경을 딛고 마을 사람들은 마을을 30m 깊이로 옮겼다. 1966년부터 여러 단계로 건설되어 1972년 초까지 사용되었다. 이 곳에는 우물과 부엌, 각 가족을 위한 방, 그리고 건강관리를 위한 공간을 포함하되도록 확장되었다. 이곳에서 약 60가구가 터널 안에 살았고, 터널 안에서 17명의 아이들이 태어났다.

## 개요

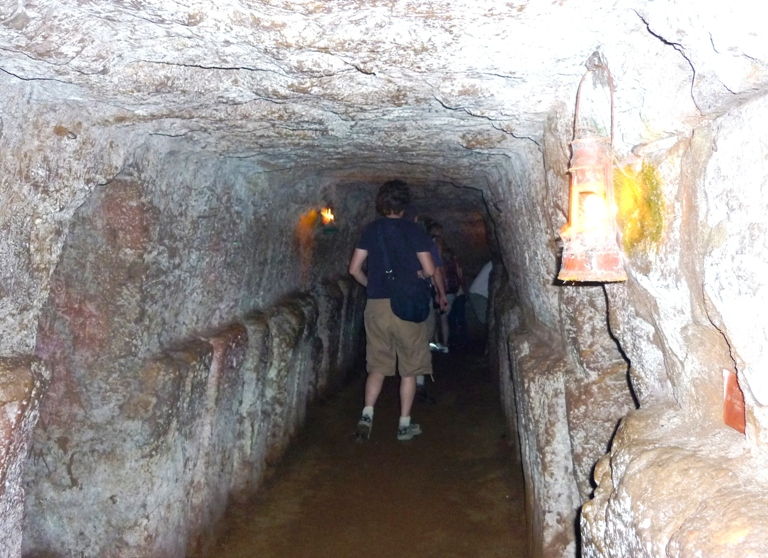
지하 터널의 관광객

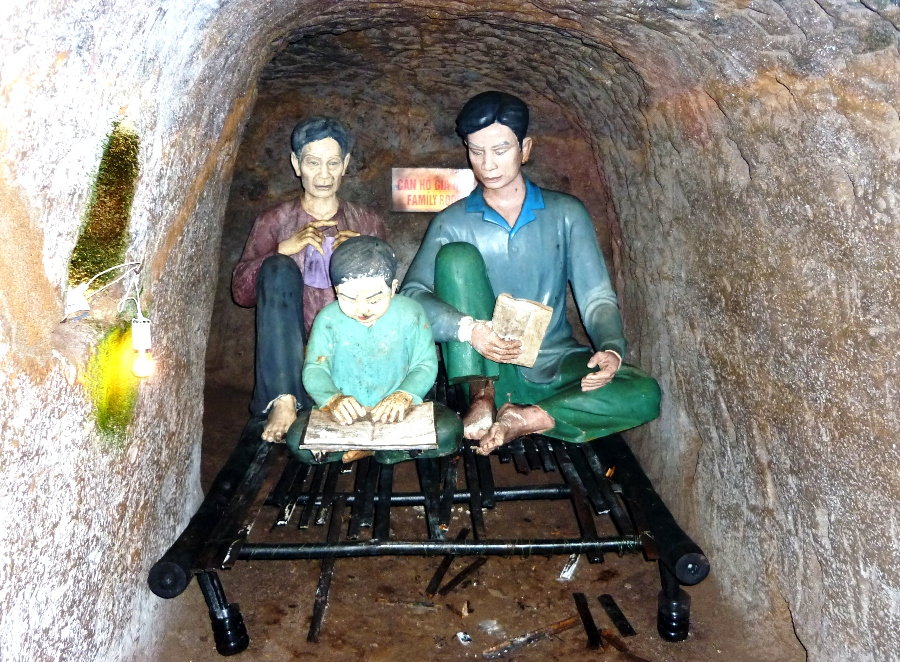
터널 내부의 가족실

지하도를 팔 당시 제네바 협정에 따라 북위 17도가 북베트남과 남베트남의 군사 분계선으로 설정되었다. 벤하이강 북쪽에 위치한 빈목 지역은 사실상의 경계선이었다. 남쪽으로 귀환하는 미국 공군 폭격기는 북폭이 중단된 시기에도 이 군사 분계선 앞에서 남은 폭탄을 투하하고 있었기 때문에, 주변은 “폭탄 가방”이라 불릴 정도의 폭격을 받았다. 빈목 마을 주민들은 폭격을 피하기 위해 지하도를 파기 시작했다. 처음에는 비교적 얕은 곳으로 파기 시작했지만, 미군의 폭격에 견딜 수 있도록 점차적으로 더 깊은 곳으로 파들어 갔다. 따라서 지하도는 3층 구조로 되어 있으며, 지하 12m, 15m, 23m에 지하도가 존재한다. 지하도의 전체 길이는 약 2800m 정도에 이른다.
베트남 전쟁 당시 지하도의 내부에는 4년에 걸쳐 600명이 살았고, 우물과 부엌, 60명의 인원을 수용할 수 있는 집회장과 기타 생활 공간이 되는 방을 만들었다. 내부에는 분만실도 있어서 17명 이상의 아이가 태어났다고 한다. 1966년부터 1972년까지 미군은 이 지역에 9000톤 이상의 폭탄을 투하한 것으로 알려졌다. 이것은 당시 이 지역의 주민 1인당 약 7톤의 폭탄을 투하한 셈이다. 다행히 이 지하도 덕분에 주민들은 목숨을 건질 수 있었다.
베트남 전쟁이 끝난 뒤 지하도는 관광지가 되었다. 오늘날에는 관광객의 목적지 중 하나가 되었으며, 여행사 등에 의한 투어를 이용하여 방문할 수도 있다.

## 같이 보기
- 꾸찌 터널